# Бунт в Химара
Бунтът в Химара или още и Въстанието в Химара (на гръцки: Εξέγερση της Χειμάρρας) е организирано от гръцкото разузнаване овладяване на град Химара по време на Балканската война, което се осъществява сутринта на 18 ноември (5 ноември стар стил) 1912 г. В резултат от акцията, османската власт в крайбрежната зона между Саранда и Вльора е преустановена за сметка на Гърция и армията ѝ.
По време на Балканската война овладяването на Епир е от второстепенно значение за Гърция, за сметка на Македония със Солун. Обсадата на Янина задържа цялата гръцка армия, ето защо е планирана и проведена диверсантска акция в османския тил от майор Спирос Спиромилиос, който е родом от Химара. Акцията е осъществена от остров Корфу, който се намира срещу Химара. Посредством гръцки доброволци, или андарти, и с подкупничеството на местните албански бейове, Гърция успява да си осигури контрола над Химара с околните региони.  В акцията участват и 200 критяни, подсигурени от Константинос Сапундзакис. Овладяването на Химара и региона става без всякаква съпротива.
След овладяването на Химара и прилежащия ѝ ареал, Спиромилос нарежда на критяните да заемат позиция на прохода на Логара. Проходът осигурява връзката на Химара с Вльора. В крайна сметка критяните са отблъснати от охраняващите прохода албанци на 24 ноември 1912 г. Спиромилос предлага на гръцкия премиер Елефтериос Венизелос да бъде овладяна Вльора, но Венизелос му отказва категорично, опасявайки се от евентуална италианска военна интервенция. 
В крайна сметка, точно тази военна операция предизвиква албанската Декларация от Вльора на 28 ноември 1912 г. До края на Балканските войни гръко-албанската демаркационна линия е на Логара над Вльора, и едва по силата и при условията на протокола от Флоренция, подписан на 17 декември 1913 г., т.нар. от гърците Северен Епир, в т.ч. и Химара е присъдена на новообразувана Албания. Решението води до прогласяването на марионетна Автономна република Северен Епир. 